# Ros an Mhíl
Ros an Mhíl (Engels: Rossaveal of Rossaveel ) is een plaats in het Ierse graafschap County Galway. De plaats bevindt zich in de Gaeltacht, de regio's waar het Iers de hoofdtaal is.
Van hier is een veerdienst op de Araneilanden, de drie eilanden in de baai van Galway. 